# Arsenal VB 10
Arsenal VB 10 là một loại máy bay tiêm kích của Pháp, phát triển trong và ngay sau Chiến tranh thế giới II.

## Tính năng kỹ chiến thuật
Đặc điểm tổng quát
- Kíp lái: 1
- Chiều dài: 12.98 m (42 ft 7 in)
- Sải cánh: 15.49 m (50 ft 10 in)
- Chiều cao: 5.2 m (17 ft 1 in)
- Diện tích cánh: 35.5 m2 (382 ft2)
- Powerplant: 2 × Hispano-Suiza 12Zars-15 / Hispano-Suiza 12Zars-16, 860 kW (1,150 hp) mỗi chiêc

Hiệu suất bay
- Vận tốc cực đại: 700 km/h (435 mph)
- Tầm bay: 7.700 km (1.056 dặm)
- Trần bay: 11.010 m (36.120 ft)
- Vận tốc lên cao: 10,2 m/s (2.008 ft/phút)

Vũ khí trang bị
- 4 × Pháo HS-404 20 mm